# Aurèle Nicolet
Aurèle Nicolet (ur. 22 stycznia 1926 w Neuchâtel, zm. 29 stycznia 2016 we Fryburgu Bryzgowijskim, Niemcy) – szwajcarski flecista.

## Życiorys
W 1947 uzyskał pierwsze miejsce w Konserwatorium Paryskim, a następnie w 1948 zdobył pierwszą nagrodę na Międzynarodowym Konkursie Muzycznym w Genewie. Od 1950 do 1959, był pierwszym flecistą w Filharmonii Berlińskiej.
Od 1952 do 1965 był profesorem w konserwatorium w Berlinie. A w latach 1965–1981 prowadził swoją klasę mistrzowską we Fryburgu Bryzgowijskim.
Dla Aurèle’a Nicoleta pisali utwory na flet kompozytorzy tacy jak m.in.: Tōru Takemitsu, György Ligeti czy Krzysztof Meyer.